# El sacrificio (cuento)
El sacrificio (The Sacrifice, 6 de noviembre de 1914) es un cuento escrito por el autor Algernon Blackwood, quien se caracterizó por sus obras fantásticas y por su gran admiración hacia el ocultismo. Publicó antologías de cuentos y novelas El sacrificio es el primer relato donde Algernon Blackwood no solo habla sobre “los otros” refiriéndose a los entes, sino que también introduce las visiones del hombre y el cosmos.

## Sinopsis
A pesar de que Limasson era un hombre religioso perdió su fe después de una mala racha y las montañas eran el único lugar donde él creía poder sentir algo de motivación.
Otros dos hombres religiosos lo engañaron para subir aquella montaña que planeaba hacer solo. Fue horas antes de empezar a ascender la montaña cuando Limasson comenzó a sospechar de las intenciones de los hombres que lo harían renacer.